# 남문로 (남원시)
남문로(Nammun-ro) 전북특별자치도 남원시 주생면에서 죽항동을 잇는 전북특별자치도의 도로다.

## 주요 경유지
전북특별자치도
- 남원시 (주생면 . 왕정동 . 금동 . 죽항동)

## 노선
| 이름          | 접속 노선              | 소재지        | 소재지        | 비고          |
| 비홍로와 직결 | 비홍로와 직결          | 비홍로와 직결 | 비홍로와 직결 | 비홍로와 직결 |
| ------------- | ---------------------- | ------------- | ------------- | ------------- |
| 정송교        |                        | 남원시        | 주생면        |               |
| 화정교        |                        | 남원시        | 주생면        |               |
| 신정 교차로   | 국도 제17호선 (서부로) | 남원시        | 왕정동        |               |
| (이름없음)    | 교룡로                 | 남원시        | 왕정동        |               |
| 왕정교        |                        | 남원시        | 금동          |               |
| (이름없음)    | 서문로                 | 남원시        | 금동          |               |
| 시장사거리    | 의총로                 | 남원시        | 금동          |               |
| (이름없음)    | 요천로                 | 남원시        | 죽항동        |               |

## 주요 건물 및 시설
- 남원서원초등학교 (남문로 109/수덕리 20)
- 남원여객 (남문로 315/왕정동 535-1)
- 대신택배 남원왕정점 (남문로 321/왕정동 536-6)
- 세븐일레븐 남원남문로점 (남문로 359/왕정동 122-1)
- 한국타이어 티스테이션 왕정점 (남문로 361/왕정동 79-1)
- 전라북도남원교육지원청 (남문로 373/왕정동 128)
- 농협 남원농협 용남지점 (남문로 415/하정동 136-10)
- 새마을금고 남원새마을금고 본점 (남문로 445/하정동 104)
- CU 남원중앙점 (남문로 446/쌍교동 249-1)
- 롯데리아 남원점 (남문로 448/쌍교동 247-2)
- 이디야 남원중앙점 (남문로 451/하정동 96-5)
- IBK기업은행 남원지점 (남문로 462/쌍교동 101-6)
- GS25 뉴남원쌍교점 (남문로 467/죽항동 100-1)
- 아성다이소 남원광한루점 (남문로 476/쌍교동 87-1)
- 이마트24 남원쌍교점 (남문로 488/쌍교동 14)
- 르노코리아자동차 남원대리점 (남문로 489/죽항동 73)